# Saint-Hilaire-d'Ozilhan
Saint-Hilaire-d'Ozilhan é uma comuna francesa na região administrativa de Occitânia, no departamento de Gard. Estende-se por uma área de 16,66 km². Em 2010 a comuna tinha 1 096 habitantes (densidade: 65,8 hab./km²).